# 1984年 (曲)
「1984年」 (1984) は、イギリスのミュージシャンであるデヴィッド・ボウイが1974年に発表した楽曲。アルバム『ダイアモンドの犬』に収録され、アメリカ・ニュージーランド・日本ではシングルカットされた。ボウイはジョージ・オーウェルの小説『1984年』のミュージカル化を企画しており、この曲もミュージカルのために制作されたが、オーウェルの未亡人の許可が下りなかったためミュージカルの計画は頓挫した。

## 音楽と歌詞
歌詞の内容は、小説『1984年』にて主人公のウィンストン・スミスが投獄され、オブライエンからの尋問を受ける場面を表したものとされる。
冒頭のギターフレーズはアイザック・ヘイズが1971年に発表した「黒いジャガーのテーマ」と類似しており、アラン・パーカーが演奏している。この曲はアルバム『ダイアモンドの犬』の中でボウイがリードギターを担当していない数少ない曲である。この曲に顕著に見られるファンクやソウルからの影響は、自作『ヤング・アメリカンズ』にかけてのボウイの音楽性の変化を予見するものとして挙げられる。

## 制作とリリース
「1984年」は1972年から1973年にかけての『アラジン・セイン』のレコーディングにおいて初めて録音された。1973年10月にロンドンで収録、11月にアメリカで放送されたテレビ番組「The 1980 Floor Show」において「ドゥー・ドゥー」とのメドレー形式で初披露された。このメドレーはスタジオ録音も存在し、1989年に発表された『サウンド+ヴィジョン』に収録された。「ドゥー・ドゥー」は単体でも録音されたが『ダイアモンドの犬』には収録されず、1990年に同アルバムの再発盤のボーナス・トラックとして初めて世に出た。
作家にしてボウイ研究家のニコラス・ペッグは「1984年」の最終バージョンを「明らかにシングル向きな曲」と評した。しかしこの曲がシングルカットされたのはアメリカ・ニュージーランド・日本のみであった。
1974年に北米で行われたダイアモンド・ドッグス・ツアーではオープニングを飾った。

## 評価
- ビルボードは「久々に登場した商業的な曲」と評した[6]。
- キャッシュボックスは「歌詞と音楽の双方のコンビネーションと強烈さが、この曲をクラシックなボウイの形式による真にポップで楽しいものにしている」と評した[7]。

## チャート
| チャート (1974年)                 | 最高順位 |
| --------------------------------- | -------- |
| ニュージーランド (Listener)       | 17       |
| アメリカ Cash Box Top 100 Singles | 96       |

## パーソネル
伝記作家のクリス・オリアリーによる:
- デヴィッド・ボウイ – リードボーカル
- ウォーレン・ピース（英語版） - バッキングボーカル
- アラン・パーカー（英語版） - リードギター
- マイク・ガーソン（英語版） - エレクトリックピアノ、ピアノ
- ハービー・フラワーズ（英語版） - ベースギター
- エインズレー・ダンバーまたはトニー・ニューマン（英語版） - ドラムス
- トニー・ヴィスコンティ - ストリングスアレンジ

## その他収録作品
- デヴィッド・ボウイ・ライブ (1974年、ライヴ録音)
- 魅せられし変容〜ベスト・オブ・デヴィッド・ボウイ (1976年)
- 美しき魂の告白〜ベスト・オブ・デヴィッド・ボウイ2（1981年）
- フェイム・アンド・ファッション〜オール・タイム・グレイテスト・ヒッツ（英語版） (1984年)
- ザ・ベスト・オブ・デヴィッド・ボウイ 1974/1979（英語版）（1998年）
- クラックド・アクター～ライヴ・ロサンゼルス'74（英語版） (2017年、ライヴ録音)
- アイム・オンリー・ダンシング～ザ・ソウル・ツアー74（英語版） (2020年、ライヴ録音)